# Limonium minutiflorum
Limonium minutiflorum är en triftväxtart som först beskrevs av Giovanni Gussone, och fick sitt nu gällande namn av Carl Ernst Otto Kuntze. Limonium minutiflorum ingår i släktet rispar, och familjen triftväxter. Inga underarter finns listade i Catalogue of Life.